# Каракалин едикт
Каракалин едикт (лат. Constitutio Antoniniana) била је уредба коју је издао римски цар Каракала 212. г. н. е. чиме је одлучено да сви слободни људи у Римском царству добију римско грађанско право, односно сви становници провинција су изједначени у правима са римским грађанима.